# Fabiusz (patriarcha Antiochii)
Fabiusz – 14. patriarcha Antiochii; sprawował urząd w latach 251–254.